# Cymburge av Masovien
Cymburge av Masovien, född 1394, död 29 september 1429, var en österrikisk ärkehertiginna. Hon var gift med ärkehertig Ernst I av Österrike, hertig av Steiermark, Kärnten och Krain, och mor till Fredrik III (tysk-romersk kejsare). 
Hon var dotter till hertig Siemovit IV av Masovien och Alexandra av Litauen. Hon gifte sig år 1412 med Ernst av Österrike i hans andra äktenskap. Cymburge var känd för sin legendariska fysiska styrka, då hon påstods kunna knäcka nötter och slå in spikar med sina bara händer.